# Мелница (Чашка)
Мелница (мкд. Мелница) је насеље у Северној Македонији, у средишњем државе. Мелница припада општини Чашка.

## Географија
Мелница је смештена у средишњем делу Северне Македоније. Од најближег већег града, Велеса, насеље је удаљено 25 km југозападно.
Насеље Мелница се налази у историјској области Грохот. Насеље је смештено изнад долине реке Тополке. Западно од насеља издиже се планина Јакупица. Надморска висина насеља је приближно 510 метара.
Месна клима је континентална.

## Становништво
Јеловец је према последњем попису из 2002. године имао 743 становника.
Према истом попису становништво у насељу је мешовито и подељено је између су Турака (51%) и етничких Македонаца (41%). До почетка 20. века Турци су били искључиво становништво у насељу.
Присутне вероисповести су ислам и православље.